# 俱乐镇
俱乐镇，原为俱乐乡，是中华人民共和国四川省凉山彝族自治州宁南县下辖的一个乡镇级行政单位。2019年12月，撤销俱乐乡、杉树乡和稻谷乡，设立俱乐镇，以原俱乐乡、原杉树乡和原稻谷乡大梁村1、2、4、6、7、8、9、10组所属行政区域为俱乐镇的行政区域。

## 行政区划
俱乐镇下辖以下地区：
柳树村、中心村、红岩村、小田村和青龙村。